# Вомперськ
Вомперськ (пол. Wąpiersk) — село в Польщі, у гміні Лідзбарк Дзялдовського повіту Вармінсько-Мазурського воєводства.
Населення — 468 осіб (2011).
У 1975-1998 роках село належало до Цехановського воєводства.

## Демографія
Демографічна структура станом на 31 березня 2011 року:
|          | Загалом | Допрацездатний вік | Працездатний вік | Постпрацездатний вік |
| -------- | ------- | ------------------ | ---------------- | -------------------- |
| Чоловіки | 251     | 61                 | 169              | 21                   |
| Жінки    | 217     | 50                 | 120              | 47                   |
| Разом    | 468     | 111                | 289              | 68                   |